# Adonisea sara
Adonisea sara är en fjärilsart som beskrevs av Smith 1907. Adonisea sara ingår i släktet Adonisea och familjen nattflyn. Inga underarter finns listade i Catalogue of Life.